# Diễn văn Gettysburg

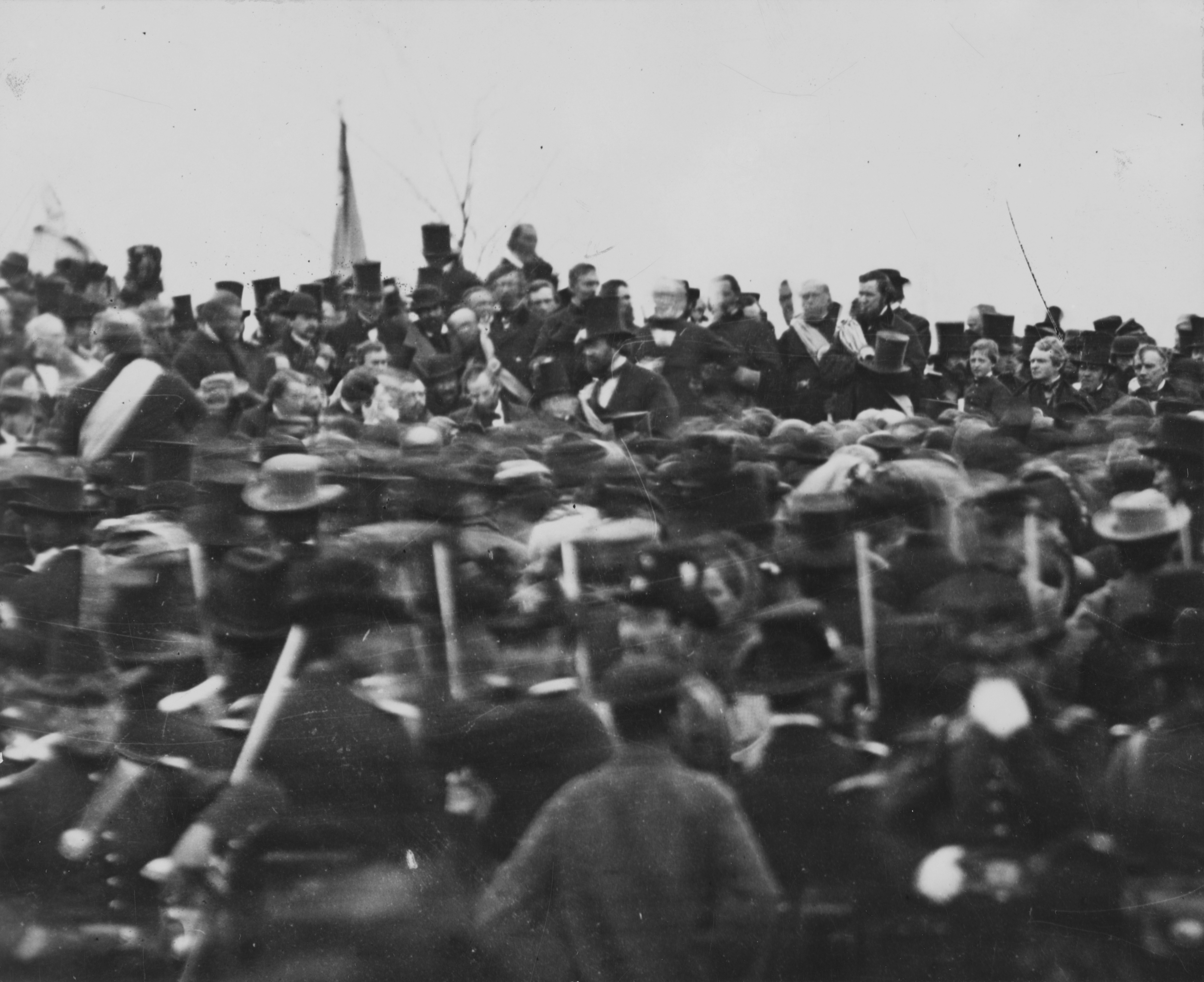
Bức ảnh duy nhất của Abraham Lincoln tại Gettysburg (ngồi giữa), chụp vào giữa trưa, ba giờ trước khi ông đọc diễn văn. (toàn cảnh)

Diễn văn Gettysburg là diễn từ nổi tiếng nhất của Tổng thống Hoa Kỳ Abraham Lincoln, và là một trong những bài diễn văn được trích dẫn nhiều nhất trong lịch sử Hoa Kỳ. Được đọc tại Lễ Cung hiến Nghĩa trang Chiến sĩ Quốc gia ở Gettysburg, tiểu bang Pennsylvania ngày 19 tháng 11 năm 1863, trong thời Nội chiến Mỹ, bốn tháng rưỡi sau khi xảy ra mặt trận Gettysburg đẫm máu trong đó quân đội Liên bang giành chiến thắng vẻ vang.
Bài diễn văn được viết lách công phu của Lincoln, lúc ấy chỉ được xem là phần phụ trong buổi lễ, nhưng cuối cùng đã được nhìn nhận là một trong những bài diễn văn vĩ đại nhất trong lịch sử Mỹ Quốc. Trong bài diễn văn chưa tới 300 từ và dài từ hai đến ba phút này, Lincoln đã viện dẫn những nguyên tắc về bình đẳng được tuyên cáo bởi bản Tuyên ngôn Độc lập Hoa Kỳ, và khẳng định rằng cuộc Nội chiến là một sự đấu tranh không chỉ cho Liên bang mà để "sản sinh một nền tự do mới", sẽ mang đến cho mọi công dân một sự bình đẳng thật.
Bài diễn văn này trở nên một trong những văn kiện hay nhất bằng tiếng Anh trong suốt bề dày lịch sử nhân loại. Bắt đầu với câu nói nay đã trở thành khuôn mẫu "Four score and seven years ago," (Tám mươi bảy năm trước), Lincoln đề cập đến những diễn biến trong cuộc Cách mạng Mỹ, và miêu tả buổi lễ tại Gettysburg là một cơ hội không chỉ để cung hiến nghĩa trang, nhưng cũng để hiến dâng mạng sống cho cuộc đấu tranh nhằm bảo đảm rằng "chính quyền của dân, cho dân, vì dân sẽ không lụi tàn khỏi mặt đất."

## Nội dung
Lincoln đã sử dụng từ "quốc gia" năm lần (bốn lần ông nói về nước Mỹ, một lần khác khi ông nói "bất cứ quốc gia nào cũng được thai nghén và cung hiến"), nhưng không lần nào nhắc đến từ "liên bang" - ngụ ý miền Bắc – như thế, mục tiêu phục hồi một quốc gia, không phải một liên bang gồm các tiểu bang tự trị, là quan trọng hơn hết. Bài diễn văn nhắc đến Chiến tranh Cách mạng Mỹ và câu nói nổi tiếng nhất của bản Tuyên ngôn Độc lập "mọi người sinh ra đều bình đẳng".
Trong bài diễn văn, Lincoln không trích dẫn Hiến pháp năm 1789, trong đó chế độ nô lệ được mặc nhận trong "thỏa hiệp thứ ba mươi lăm", ông cũng không sử dụng từ "nô lệ".

## Bối cảnh

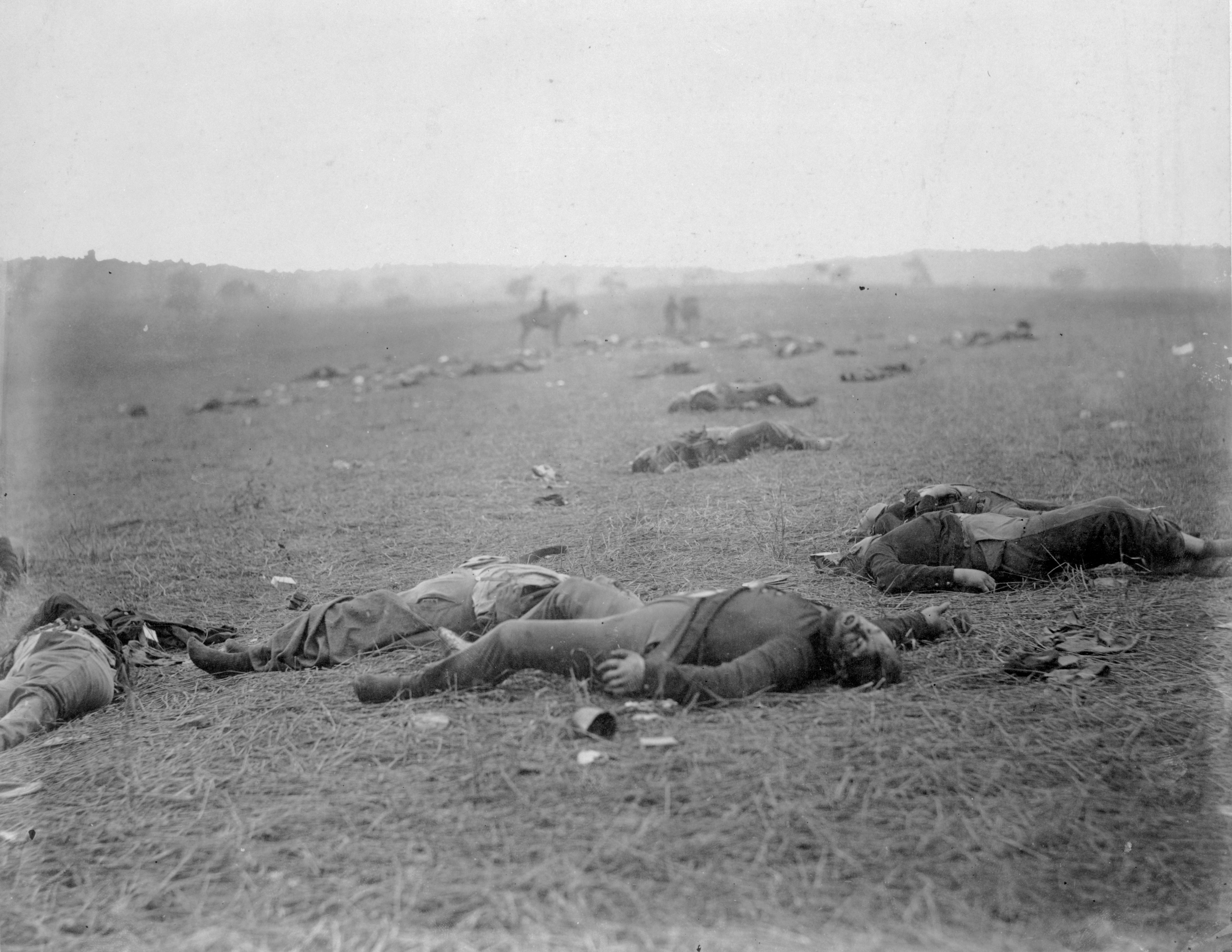
Binh sĩ Liên bang thiệt mạng trong trận Gettysburg, ảnh của Timothy O'Sullivan,
5 tháng 7–6 tháng 7 năm 1863.

Trận chiến bùng nổ ở Gettysburg (1 tháng 7 - 3 tháng 7 năm 1863) kết thúc với thắng lợi lớn của phe Liên bang miền Bắc Hoa Kỳ (Union), buộc Liên minh miền Nam Hoa Kỳ (Confederacy) phải rút quân về Virginia. Chiến thắng này mang lại lợi thế cho Liên bang trong cuộc chiến, song trận kịch chiến ấy cũng vĩnh viễn thay đổi bộ mặt thị trấn nhỏ bé này. Bãi chiến trường ngổn ngang thi thể của hơn 7.500 binh sĩ tử trận và vài ngàn xác ngựa của Binh đoàn Potomac thuộc Liên bang cũng như Binh đoàn Bắc Virginia của Liên minh. Tử khí bốc lên từ hàng ngàn thi thể đang thối rữa của binh sĩ, chiến đấu từ hai bên chiến tuyến nhưng cùng nằm xuống trên một trận địa, làm cư dân thị trấn mắc bệnh nghiêm trọng, và việc chôn cất tử tế những người lính trận vong trở nên ưu tiên hàng đầu đối với vài ngàn cư dân Gettysburg. Theo sự hướng dẫn của David Wills, một luật sư giàu có 32 tuổi, tiểu bang Pennsylvania mua một khu đất rộng 17 mẫu Anh (69.000 m2) để xây dựng một nghĩa trang nhằm tôn vinh những người lính thiệt mạng trong trận đánh mùa hè năm ấy.
Lúc đầu, Wills dự định tổ chức lễ cung hiến nghĩa trang vào thứ Tư ngày 23 tháng 9, và mời Edward Everett, từng là Ngoại trưởng, Thượng nghị sĩ, Dân biểu Hoa Kỳ, Thống đốc tiểu bang Massachusetts, và Viện trưởng Đại học Harvard là diễn giả chính. Vào lúc ấy, Everett được xem là nhà hùng biện tài danh nhất. Trong lời phúc đáp, Everett cho biết ông không thể chuẩn bị cho bài diễn văn trong một thời gian ngắn như thế và đề nghị dời ngày lễ, ban tổ chức đồng ý và ấn định ngày lễ sẽ được tổ chức vào thứ Năm ngày 19 tháng 11.
Về sau, Wills và ban tổ chức mới nghĩ đến việc mời Lincoln đến tham dự buổi lễ. Bức thư của Will viết, "Chúng tôi mong ước sau phần diễn thuyết, tổng thống, với tư cách là người đứng đầu nhánh hành pháp của quốc gia, chính thức biệt riêng khu đất này cho mục đích thiêng liêng bằng vài lời cung hiến". Vai trò của Lincoln trong buổi lễ là không quan trọng, tương tự như tập quán mời một nhân vật nổi tiếng đến cắt băng khánh thành.
Ngày 18 tháng 11, Lincoln đến Gettysburg bằng xe lửa, qua đêm tại nhà của Will ở quảng trường thị trấn, tại đây ông hoàn tất bài diễn văn đã viết dang dở từ Washington. Trái với các giai thoại, Lincoln không hoàn tất bài diễn văn trên tàu lửa cũng không viết nó trên bì thư. Vào lúc 9:30 sáng ngày 19 tháng 11, Lincoln gia nhập cuộc diễu hành với các nhân vật quan trọng, người dân thị trấn, và các góa phụ đến khu đất sẽ được cung hiến.
Ước tính có xấp xỉ 15.000 người đến tham dự buổi lễ, trong đó có các thống đốc đương nhiệm của 6 trong số 24 tiểu bang thuộc Liên bang: Andrew Gregg Curtin, tiểu bang Pennsylvania; Augustus Bradford, Maryland; Oliver P. Morton, Indiana; Horatio Seymour, New York; Joel Parker, New Jersey; và David Tod, Ohio.

## Chương trình buổi lễ
Chương trình buổi lễ được hoạch định bởi Wills và ban tổ chức gồm có:
Âm nhạc, Ban nhạc Birgfield
Cầu nguyện, Mục sư T. H. Stockton, D. D.
Âm nhạc, Dàn nhạc Thủy quân Lục chiến
Diễn thuyết, Edward Everett
Âm nhạc, Thánh ca sáng tác bởi B. B. French, Esq.
Lời Cung hiến, Tổng thống Hoa Kỳ
Bài ca Truy điệu, Ca đoàn
Chúc phước, Mục sư H. L. Baugher, D. D.
Trong buổi lễ, "Diễn văn Gettysburg" được mọi người trông đợi không phải là bài viết ngắn được trình bày bởi Tổng thống Lincoln, mà là bài diễn từ dài hai giờ đồng hồ với 13.607 từ của Everett.

## Diễn văn Gettysburg của Lincoln
Lincoln đọc bài diễn văn với giọng Kentucky trong quãng thời gian từ hai đến ba phút. Ông tóm tắt cuộc chiến trong mười câu và 272 từ, tái cung hiến đất nước cho cuộc đấu tranh và cho lý tưởng biểu thị rằng không chiến binh nào tử trận ở Gettysburg đã chết vô ích.
Qua đó, bài diễn văn lịch sử này cũng nêu lên tầm quan trọng của cuộc chiến Gettysburg vừa qua. Nhưng trong bài diễn văn, với những câu đơn giản nhưng rõ ràng, Lincoln không nhắc đến công lao của riêng chiến sĩ nào, bên này hay bên kia chiến hào, Nam hay Bắc, mà ông vinh danh chung tất cả lý tưởng của những người hy sinh dù ở phe nào, và được kết hợp với các hành động sau đó của ông đã giúp cho sự hàn gắn vết thương chiến tranh và đoàn kết toàn dân. Người ta nhắc lại tầm nhìn của Lincoln "một quốc gia mới, được thai nghén trong tự do", quên đi quá khứ đau thương, hàn gắn những vết thương chiến tranh và tạo dựng quốc gia mới "cho dân và vì dân", để xứng đáng với những hy sinh của người đã chết. Nhà sử học Garry Wills viết: "Lincoln đã làm cách mạng cuộc Cách mạng, đem lại cho nhân dân một quá khứ mới để sống trong đó, và quá khứ này sẽ thay đổi tương lai một cách vĩnh cửu".
Các học giả đương đại bất đồng với nhau về ngôn từ chính xác của bài diễn văn, cũng như các bản sao chép được ấn hành bởi báo chí, ngay cả những bản viết tay của Lincoln cũng khác nhau về ngôn từ, phân đoạn và cấu trúc. Trong các phiên bản này, văn bản của Bliss được xem là bản chuẩn. Đó là bản duy nhất có chữ ký của Lincoln:
| “                 | Tám mươi bảy năm trước, ông cha ta đã tạo dựng trên lục địa này một quốc gia mới, được thai nghén trong Tự do, được cung hiến cho niềm xác tín rằng mọi người sinh ra đều bình đẳng. Ngày nay, chúng ta đang tiến hành một cuộc nội chiến vĩ đại nhằm thử thách quốc gia này, hoặc bất kỳ quốc gia nào khác, xem có đủ quyết tâm theo đuổi lý tưởng mà đất nước ấy đã được thai nghén và cung hiến cho. Chúng ta gặp nhau ở đây, trên bãi chiến trường này. Chúng ta đến đây để cung hiến một phần của mảnh đất, nơi yên nghỉ cuối cùng của những người đã hiến dâng mạng sống mình để tổ quốc được sống. Đó là điều chúng ta cần phải làm. Song, trong một ý nghĩa lớn lao hơn, chúng ta không thể cung hiến, cũng không thể thánh hóa mảnh đất này. Những con người dũng cảm, đang sống hay đã chết, là những người từng chiến đấu ở đây, đã cung hiến nó, họ đã làm điều mà những con người yếu đuối như chúng ta không thể làm gì thêm hơn nữa. Thế giới sẽ không quan tâm, cũng chẳng nhớ đến những gì chúng ta đang nói ở đây, nhưng thế giới sẽ không bao giờ quên những gì họ đã làm tại đây. Ấy là cho chúng ta, những người còn sống, cần cống hiến mình cho chính nghĩa vẫn chưa hoàn tất, mà những người từng chiến đấu ở đây đã cống hiến đời mình để sự thành công của chính nghĩa ấy mau đến. Ấy là cho chúng ta, những người đang hiện diện ở đây, tiếp nhận trọng trách đang đặt trước mặt chúng ta – chúng ta tiếp nhận từ những người đã khuất hiện đang được vinh danh lòng tận tuỵ với chính nghĩa mà họ đã cống hiến bằng chính sinh mạng mình – ngay tại đây, chúng ta quyết tâm không để họ chết vô ích – đất nước này, dưới sự quan phòng của Thiên Chúa, sẽ sản sinh một nền tự do mới – và chính quyền này của dân, do dân, vì dân sẽ không lụi tàn khỏi mặt đất. | ” |
| — Abraham Lincoln | |   |

Một bản dịch khác:
| “                 | Tám mươi bảy năm trước, cha ông ta đã dựng nước trên mảnh đất này, bắt nguồn từ khao khát Tự Do, và dốc lòng trong niềm tin [rằng] mọi người sinh ra đều bình đẳng. Hôm nay, chúng ta đang đánh một trận [nội] chiến vĩ đại, [một cuộc chiến] thử thách sức chịu đựng bền bỉ của quốc gia này, hay bất cứ quốc gia nào khác, được tạo ra từ ước muốn Tự Do và hết lòng vì Bình Đẳng cho mọi người. Chúng ta đã đối mặt trên bãi chiến trường này. Chúng ta giờ đây vinh dự dành riêng một phần [của] chiến trường làm nơi yên nghỉ cuối cùng cho những con dân đã hy sinh để tổ quốc được sinh tồn. Đó là điều hợp lẽ và đáng cần phải làm. Nhưng, nếu hiểu theo nghĩa rộng lớn, [thì] chúng ta không thể có vinh dự này... chúng ta không thể tạo ra linh thiêng... cũng không thể làm rạng danh mảnh đất này. Chính những người dũng cảm, dù sống hay đã chết, chính những người đã chiến đấu nơi đây đã khiến mảnh đất này trở thành thiêng liêng, chứ chúng ta chẳng thể làm gì khác hơn được. Người ta sẽ chẳng quan tâm, sẽ chẳng ghi nhớ hoài những điều chúng ta nói hôm nay, nhưng họ sẽ mãi mãi không bao giờ quên sự chiến đấu của những người đã nằm xuống nơi đây. Cái chính là chúng ta, những người còn đang sống, cần phải cố gắng kế tục sự nghiệp còn đang dang dở mà những người đã chiến đấu [và nằm xuống] ở đây đã vinh dự đi hết nửa chặng đường. Chính là chúng ta, những người đang hiện diện nơi đây, cần phải tiếp nhận phần còn lại trọng trách trước mắt- Vì những người đã ngã xuống này, chúng ta phải quyết tâm cao hơn nữa vì chính nghĩa mà họ đã chiến đấu đến nỗ lực cuối cùng- Chính tại nơi đây, chúng ta quyết tâm để họ không chết vô nghĩa– Đất nước này, dưới tay Thiên Chúa sẽ có một nền tự do mới- Và một chính quyền của dân, do dân, vì dân sẽ không phải chết rục trên đất này. | ” |
| — Abraham Lincoln | |   |

Khi ấy, ít người để ý đến bài diễn văn. Tuy nhiên, chỉ trong vòng có vài tháng, nhân dân Hoa Kỳ đã nhận thức rõ rệt về tầm trọng đại của bài diễn văn hùng hồn này.

### Phân tích
- John C. Stennis Institute of Government Lưu trữ ngày 14 tháng 2 năm 2006 tại Wayback Machine
- Our Documents: A National Initiative on American History, Civics, and Service
- The Annenberg/CPB Channel Lưu trữ ngày 5 tháng 9 năm 2005 tại Wayback Machine

Bản mẫu:Abraham Lincoln